# Lớp Dây gắm
Ngành Dây gắm (danh pháp khoa học: Gnetophyta) là một ngành của thực vật hạt trần chứa ba họ có quan hệ họ hàng trong một nhóm đa ngành của thực vật có hạt. Ngành Dây gắm khác với các thực vật hạt trần khác ở chỗ chúng có mạch gỗ giống như ở thực vật có hoa (Angiosperm hay Magnoliophyta), và người ta còn cho rằng Gnetophyta có thể được đưa vào nhóm thực vật có hạt có quan hệ gần gũi nhất với thực vật có hoa.
Gnetophyta chỉ có một lớp duy nhất là lớp Dây gắm (Gnetopsida). Lớp này được chia thành 3 bộ, mỗi bộ chỉ có một họ và một chi duy nhất:
- Bộ Gnetales: Họ Gnetaceae; chi Gnetum với 30-35 loài
- Bộ Welwitschiales: Họ Welwitschiaceae; chi Welwitschia với 1 loài duy nhất là Welwitschia mirabilis
- Bộ Ephedrales: Họ Ephedraceae; Chi Ephedra (ma hoàng) với trên 30 loài.

Bộ Gnetales với chi duy nhất của nó, Gnetum, chủ yếu là các loại dây leo thân gỗ trong các cánh rừng nhiệt đới. Tuy nhiên, loài được biết đến nhiều nhất của chi này, Gnetum gnemon, lại là một cây thân gỗ. Hạt của nó được dùng như là một loại đồ ăn kèm với tên gọi 'Keropok Belinjau' ở Malaysia và Indonesia. Tên gọi trong tiếng Mã Lai của nó là 'belinjau'.
Bộ Welwitschiales chỉ có một loài duy nhất là Welwitschia mirabilis. Loài cây này chỉ mọc ở vùng hoang mạc của Namibia. Nó là một loài cây lạ do nó chỉ có hai lá to và dài giống như dây đai trong suốt cả cuộc đời. Chúng phát triển liên tục từ gốc lá và thông thường bị xé rách ở đoạn cuối lá do gió.
Bộ Ephedrales chứa một chi duy nhất là Ephedra, chúng có các nhánh dài thon thả mang các lá nhỏ giống như vảy ở các đốt mắt. Ephedra là một loại cây thuốc, nhưng gần đây đã bị FDA Hoa Kỳ cấm sử dụng do các hiệu ứng phụ nguy hại và có khả năng gây tử vong.